# Barranc de la Cometa
El barranc de la Cometa és un barranc del terme de Sant Esteve de la Sarga, a la zona de Beniure.
Es forma a 1.498 m. alt., al nord-est de la Collada de Colobor, prop del Pas Alt del Montsec d'Ares. Des d'allí baixa cap al nord fent amples revolts, fins que, després de superar la Cometa, que dona nom al barranc, s'aboca en el barranc d'Alzina a l'extrem de llevant del Montsec de Castellnou.